# Scopula fernaria
Scopula fernaria là một loài bướm đêm trong họ Geometridae.